# Praina funebris
Praina funebris är en fjärilsart som beskrevs av William Schaus 1894. Praina funebris ingår i släktet Praina och familjen nattflyn. Inga underarter finns listade i Catalogue of Life.